# Estação Córdoba
A Estação Córdoba é uma das estações do Metro de Buenos Aires, situada em Buenos Aires, entre a Estação Santa Fe e a Estação Corrientes. Faz parte da Linha H.
Foi inaugurada em 18 de dezembro de 2015. Localiza-se no cruzamento da Avenida Córdoba com a Avenida Pueyrredón. Atende o bairro de Balvanera.